# Baile de los indios promesanos
El baile de los indios promesanos es una tradición originaria del cantón de Santa Cruz, en Guanacaste, Costa Rica, relacionada con las celebraciones al Cristo Negro de Esquipulas. Es una manifestación religiosa popular con rasgos rituales precolombinos, que data de la época colonial de Costa Rica, cuando en 1804 fue traída a Santa Cruz, procedente de Guatemala, una réplica de la imagen del Cristo Negro de Esquipulas. Se denomina indios promesanos a un grupo de campesinos devotos que se organizan para acompañar el peregrinaje de la imagen, a la que llaman "el santo Patrón", por las calles de la ciudad la víspera de la festividad el 15 de enero. Estos realizan cantos y bailes, al son de música de marimba, frente a la imagen y la iglesia, tanto la víspera como el día de la celebración.

## Elementos
Esta tradición es representación del mestizaje, ya que combina elementos indígenas y coloniales. Los indios promesanos, generalmente vecinos de las ciudades de Santa Cruz y Guaitil, visten mantas blancas con adornos rojos. Se distinguen porque colocan sobre su rostro un velo blanco hecho de malín u otra tela translúcida, que hace la función de una máscara, ya que consideran que no son dignos de mostrar su rostro al santo, generando al mismo tiempo un hálito de magia, misterio y temor. También portan un sombrero de paja adornado con plumas, flores, cintas, pañuelos y mantas de color rojo, conjunto que representa la germinación de los cultivos ante los rayos del sol.

## Personajes
Entre los indios promesanos destacan algunos personajes, como los Viejos, dos hombres disfrazados, uno de los cuales representa a una mujer. Estos se distinguen porque bailan diferente al resto de los indios promesanos, realizando una danza más exótica, ya que su fin es la comicidad. Los Viejos también realizan cantos y coplas que se diferencian del resto del grupo, resaltando la comicidad y las tradiciones locales. El personaje femenino, la Vieja, lleva una peluca hecha de trenzas de cabuya y una enagua larga estampada, con falsos senos y nalgas exageradas. 
Otros personajes son los Capitanes, que dirigen el grupo, los Cumiches, que son jóvenes y niños, y los Celebrantes, que corresponden al público asistente.

## Danza
La danza que realizan los indios promesanos tiene matices primitivos de influencia mesoamericana asociados a liturgia cristiana. Es un baile que recuerda los cultos indígenas prehispánicos de fertilidad de la tierra y agricultura. También se distingue cierta influencia africana, pues la danza se acompaña de música de marimba. Durante la danza, los indios promesanos rinden culto al "Patrón" en agradecimiento por la fertilidad y las buenas cosechas.
El baile consiste en marchas donde los participantes avanzan y retroceden. Los hombres marcan el paso con un bastón de madera que representa un esteque, instrumento utilizado antiguamente en labores agrícolas. Las mujeres por su parte portan un jícaro que contiene frijoles o granos de maíz a manera de ofrendas, y mientras avanzan, echan flores delante de la imagen, como símbolo de la siembra y en agradecimiento gracia

## Significado
La danza representa la Fiesta de las Primicias, una antigua celebración precolombina de culto a la fertilidad de la tierra, donde los aborígenes ofrecían ofrendas de sus cosechas a sus dioses. Una vez consumada la evangelización, a partir de 1800, los campesinos de Santa Cruz se acercaban al templo donde está la imagen del Cristo Negro para pedir por sus cosechas y dar gracias por los favores concedidos.